# Fissiraga (famiglia)
I Fissiraga, o Fisiraga, furono una famiglia nobile lodigiana, fra le più importanti della città.
Fra essi si ricordano Antonio, signore di Lodi, e Bongiovanni, vescovo di Lodi.
Avevano dimora al palazzo Fissiraga, che con l'estinzione della casata venne trasformato in ospedale.

### Testi di approfondimento
- Francesco Cusani, I Fissiraga, Milano, 1875.